# Una boda en Canterlot
A Canterlot Wedding (Una boda en Cánterlot en Hispanoamérica y España) es el título de un doble capítulo correspondiente al episodio 51 y 52 de la segunda temporada de la serie animada My Little Pony: La magia de la amistad. Se emitió el 21 de abril de 2012 en Estados Unidos, el 1 de diciembre de 2012 en Hispanoamérica por Discovery Kids y el 1 de septiembre de 2013 en España por Disney Channel. En el doble capítulo, Twilight Sparkle, recibe unas invitaciones para una boda en Cánterlot, pero se enfada con su hermano mayor Shining Armor que piensa que se va a casar con una poni que no conoce. Pero él le explica a Twilight que se va a casar con una pony llamada My Amore Cadenza que en realidad era Cadence. Pero en la boda tuvo contratiempos por una reina llamada Reina Chrysalis que es la reina de los simuladores (en inglés Changeling). Pero el problema es solucionado por el amor de Cadence y Shining Armor con ayuda de Twilight.

## Resumen

### Introducción
El episodio comienza con las Mane Six disfrutando de un día de campo y algunas escenas de Spike corriendo. Al llegar, jadeando y cansado, Spike le da una carta a Twilight, la cual dice:

Querida Twilight. Estoy segura de que estás tan entusiasmada como yo por la inminente boda que se celebrará en Canterlot. Aunque yo voy a presidir la ceremonia, me encantaría que tú y tus amigas ayudaran con los preparativos para esta maravillosa ocasión. Fluttershy, me gustaría que tú y tu coro de aves aportaran la música.
Pinkie Pie, no se me ocurre a nadie más calificada que tú para realizar la recepción.
Applejack, tú estarás a cargo del banquete de la recepción.
Rainbow Dash, te agradecería mucho si pudieras ejecutar una Rain-plosión Sónica mientras el novio y la novia dicen "Acepto".
Rarity, tú serás responsable de diseñar los vestidos de la novia y las damas de honor.
Y en cuanto a ti, Twilight, tú desempeñarás el papel más importante de todos, asegurándote que todo salga según el plan.
Las veré a todas muy pronto. Saludos, Princesa Celestia.

Twilight confundida, se pregunta quién va a casarse. Ante esto, Spike, algo avergonzado, le dice que se suponía que debía darle otra carta primero, la cual dice:

La princesa Celestia les invita cordialmente a la boda de la Princesa Mi Amore Cadenza y... ¿Ahh? ¡¿Mi hermano?!

Applejack le da las felicidades a Twilight porque su hermano se va a casar, pero ella, muy molesta porque Shining no le dio la noticia personalmente, utiliza un emparedado para hablarles como él en un tono sarcástico y algo despectivo. Tras esto, Fluttershy le pregunta si está bien, a lo que Twilight explica que ella y su hermano eran muy unidos antes que se fuera a vivir a Ponyville. Le explicó que él es su HMMAPS que significa Hermano Mayor Mejor Amigo Para Siempre. Les explica que antes de ir a Ponyville y de aprender la importancia de la magia de la amistad, su hermano era el único pony que había aceptado como amigo con una canción, llamada Mi hermano, mi amigo para siempre. Applejack la consuela diciéndole que su hermano es un buen pony, Twilight le dice que es especial, le dice que es el capitán de la guardia real. Ante esto, Rarity se emociona áun más ya que eso significa que no solo ayudarán a una princesa sino también a un guardia real, cosa que hace que se desmaye nuevamente. Todas entusiasmadas toman un tren a Canterlot de inmediato.

### En Canterlot
De camino a Canterlot, Rainbow Dash está entusiasmada por hacer la Rain-Plosión Sónica e iba a decir "la mejor boda en la historia", Spike en el túnel dice que va hacer la despedida de soltero, aunque en realidad no sabe ni lo que es, cosa que hace que todas rían, excepto Twilight, quien mira triste por la ventana pensando en Shining Armor, y molesta de que va formar una familia con la tal Princesa Mi Amore Cadenza, quien ella no conoce. Applejack le dice que es su hermano y que siempre habrá tiempo para ella, que nadie los puede separar. Llegando a Canterlot, ven demasiados guardias para que no entre ningún intruso a la boda. Twilight va a ver a su hermano a dar su opinión, cuando llega, Shining Armor le pregunta cómo fue su viaje en tren, molesta le dice:

¿Por qué no me dijiste en persona que te ibas a casar? ¡Soy tu hermana, por todos los ponis!
Twilight Sparkle

Shining Armor le comenta que la Princesa Celestia necesita más guardias para un hechizo de protección ya que Canterlot está amenazaro. Después de una demostración de cómo ejecuta su hechizo de protección, le da una fuerte migraña. Shining Armor le pregunta a Twilight si ella puede ser su madrina de bodas, ésta acepta, pero le revela que esta molesta que se case con una pony que no conoce. Pero él le revela:

Twilight, la princesa Mi Amore Cadenza es Cadance, tu antigua Niñera.
Shining Armor

### Reencuentro con Cadance
Twilight, emocionada e impresionada que su hermano mayor se va a casar con Cadence, le cuenta su historia con ella.

Cadence es la pony más sorprendente, es hermosa, es cariñosa, es amable.
Twilight Sparkle

En la historia, Cadance y Twilight estaban en los columpios. Twilight dice que es una princesa y ella una simple unicornio, cosa que la entristece, pero Candance la anima y dicen su frase especial:

Rayos de sol al despertar, choca los cascos y luego a saludar
Cadance y Twilight - Español Latino

Brilla, brilla el sol, la mariquita ha despertado, choca los cascos y mueve la grupa
Cadence y Twilight - Español de España

Después, Twilight y Cadance ven a una pareja pony peleando. Cadence hace su hechizo de amor para que los ponis no se peleen. Terminando su historia, Twilight salta como su infancia, después llega Cadance (quien en realidad era Chrysalis) diciendo:

Espero no estar interrumpiendo nada importante.
Reina Chrysalis (con forma de Cadance)

Twilight encantada hace la frase que hacían ellas en la infancia, pero Cadence le pregunta qué hace. Twilight le dice quien es, pero Cadance la ignora y se va con Shining Armor, el cual dice que debe volver al trabajo, pero que Cadance se reportará con sus amigas para ver que todo vaya bien. Antes de irse, ella mira a Twilight con una mirada malvada, dicho esto, ambos se van.

### Con Applejack
Twilight está molesta, y a regañadientes toma nota mientras Applejack termina el pastel de bodas, la escultura de hielo, y unos pastelillos y le da uno a Twilight, cosa que la anima un poco. Spike estaba jugando con muñequitos para el pastel, frustrada nuevamente, Twilight le quita los muñecos a Spike. Después llega la Princesa Cadance, quien solicita que la llamen "Princesa Mi Amore Cadenza". Applejack asiente y le pregunta si va a ver el menú, y ella con una sonrisa asiente también, pero cuando Applejack gira, Cadance cambia su expresión totalmente y va molesta y de mala gana, cosa que hace que Twilight la vea también molesta. Applejack le hace probar uno de los pastelillos, Cadance falsamente afirma que son deliciosos, Applejack le da unos para llevar. La princesa se lleva los pastelillos, pero cuando nadie la miraba, los tiró en la basura, Twilight intentó decirle a Applejack, pero no pudo.

### Con Rarity
Luego de un plano de la Princesa Celestia vigilando para que nadie interrumpa la boda, nos enfocan un cuarto donde estaban Rarity y Twilight. Twilight, muy enojada, le dice a Rarity:

Uy, debiste ver como actuó allá. No sé cuándo cambió, pero ha cambiado. "Por favor, llámenme Princesa Mi Amore Cadenza".
Twilight Sparkle

Al oír su nombre, llegan la Princesa Cadence y sus damas de honor a ver sus vestidos. Cadence al ver el suyo, le dice a Rarity en un tono maleducado que lo esperaba con más gemas y una cola más larga y que los de las Damas de Honor tenían que ser de diferente color. Una de las Damas dijo que era bonito tal y como estaba, pero rápidamente cambia de opinión cuando Cadance le lanza una mirada furibunda. Y antes de irse, simplemente le exige a Rarity, de mala gana, que los haga de diferente color.

### Con Pinkie Pie
Con la recepción de Pinkie Pie fue mucho peor, ya que ella le hizo una fiesta con los juegos y baile y ella piensa que la recepción será perfecta, a lo que Cadance, nuevamente antipática dice.

¡Perfecto! Si celebráramos el cumpleaños de alguien que cumple 6 años.
Cadance

Twilight la ve molesta desde detrás de una columna, pero a Pinkie no pareció importarle.

### Los preparativos de la boda
La princesa Luna sustituye a su hermana mayor para que descanse mientras ella monta guardia de noche. En una cafetería cercana, Twilight piensa que Cadance es la peor prometida en la historia, afirmación que logra que sus amigas se asombren y luego de que Twilight tratara de hacerles entrar en razón diciéndoles cómo las trató Cadance durante todo el día, Applejack le dice en un tono tranquilizador que no debería ser tan posesiva con su hermano, cosa que enfurece a Twilight y se va a la casa de Shining Armor para decirle la verdad de su prometida y advertirle que comete un gran error, pero en ese momento llega Cadance que necesita hablar con Shining en privado, sin su hermana menor que acaba de llegar. Tras una breve discusión por el traje que piensa usar Shining Armor a éste le da otra fuerte migraña, pero con su magia verde, Cadance logra quitarle la migraña y progresivamente, como se verá más adelante, también la memoria. Twilight confirma su teoría y asustada corre a decírselo a sus amigas, sin embargo cuando llega, descubre que sus amigas reemplazarán (muy sospechosamente) a las Damas de Honor originales de Cadance y nadie la escuchó. Al día siguiente, en el castillo, estaban practicando para la boda y es ese momento viene Twilight ya desquiciada y ardiendo y confronta a Cadance, diciendo a gritos que ella fue terrible con su hermano y que seguramente le hizo algo a sus damas de honor, Cadance se ve acorralada y por un momento pone cara de avergonzada y Twilight la mira con una cara muy parecida a la que estuvo usando ella para que dijera la verdad.

Porque eres malvada ¡malvada!, y si no te detengo arruinarás la vida de mi hermano.
Twilight

Cadance se va llorando, y Shining Armor molesto le comenta a Twilight toda la verdad:

¿Quieres saber por qué porque mis ojos hicieron así? Porque desde que tuve que hacer mi hechizo de protección he tenido migrañas terribles, Cadance no ha estado lanzándome hechizos, ¡usaba su magia para curarme! Y decidió reemplazar sus damas de honor porque descubrió que la única razón por la que ellas querían estar en la boda era conocer a la nobleza de Canterlot. ¡Y SI NO SE HA COMPORTADO DE LO MEJOR CON TUS AMIGAS ES PORQUE YO HE ESTADO OCUPADO Y ELLA HA TENIDO QUE TOMAR DECISIONES DE LA BODA, Y ESTÁ ESTRESADA PORQUE ES IMPORTANTE PARA ELLA QUE NUESTRO GRAN DÍA SEA PERFECTO! Algo que obviamente no es importante para ti. 
Ahora si me disculpas tengo que ir a consolar a mi novia, ¡y olvídate de ser mi madrina! De hecho si fuera tú, no me presentaría en la boda…
Shining Armor

Dicho esto Twilight se arrepiente, pero sus amigas se molestan y se van a ver a la Princesa, y Celestia también se va muy molesta diciéndole a Twilight que tiene mucho que pensar. Luego que los Guardias cierran la puerta tras ellos y dejan a Twilight sola en la habitación, ella canta una canción lamentándose de haber sido sobreprotectora con Shining Armor y cómo perdió su cariño.
Después viene la Princesa Cadance a consolarla y le acaricia su melena. Twilight le dice "Lo lamento", y por un segundo los ojos de la Princesa brillan verde, de un aspecto inusual para un pony y le dice "Claro que lo harás", su cara se vuelve cruel, y la encierra dentro de una esfera de fuego verde, y se va con una mirada malvada mientras Twilight es arrastrada bajo tierra.

### Segunda Parte: Salvando Equestria
En las cuevas de Canterlot, Twilight queda atrapada usando su cuerno mágico para alumbrar la cueva. Chrysalis aparece para revelar que la encerró para que no frustre los planes que tiene para Shining Armor, cosa que consigue enfurecer a Twilight e intenta atacar a Chrysalis con rayos de energía de su cuerno y rompe una pared, revelando a otra Cadance despeinada y asustada, la cual le suplica a Twilight que no la lastime, pero al reconocerla le dice que es la verdadera Cadance y que la que está en el castillo es una impostora, Twilight al comienzo no le creyó, pero Cadence hace su frase especial, la misma que la impostora no reconoció. Al comprobar que es la verdadera, Twilight le da un abrazo y le dice que hay que detener a la impostora. De regreso en Canterlot, Chrysalis canta la canción (This Day Aria; en Latinoamérica Este día va a ser perfecto), revelando que ella desea casarse con Shining Armor pero que no tiene sentimientos por él. Terminando la canción, Celestia estaba a punto de declarar a la Cadance impostora y a Shining Armor Marido y Mujer, cosa que provoca que la verdadera Cadance se preocupe aún más, entonces Twilight encuentra una salida pero las damas de honor no las dejan salir, pero Cadance tuvo una idea para lograr escapar a salvar a Shining Armor. Ya en la boda llega Twilight a tiempo (justo cuando Celestia ya estaba declarando Marido y Mujer a Shining y la falsa Cadance) y con la prueba definitiva de que esa Cadence es una impostora. La Cadance verdadera explica que la otra Cadence es una simuladora.

Ella es una simuladora, toma la forma de la pony que amas y obtiene poder alimentándose de tu amor por ella
Cadance

Esta revelación enfurece tanto a Chrysalis que se descubre su identidad.

Tienes razón, princesa. Y como reina de los Simuladores, de mí depende encontrar alimento para mis súbditos.
Equestria tiene más amor que cualquier lugar que haya encontrado, mis compañeros podrán devorar tanto de él que obtendremos más poder del que jamás soñamos.
Crysalis

Cadance le advierte que el hechizo de protección de Shining Armor evitará que lleguen hacia ellos, al oír esto, Chrysalis se limita a reírse y afirmar que duda de eso y controla a Shining Armor para que afirme a su favor. Cadance intenta llegar hacia él, pero Chrysalis la detiene y amenaza con mandarla de regreso a las Cuevas. Ella revela desde que tomó su lugar se alimentó del amor de Shining Armor por ella, y esto provoca que cada vez se haga más débil y su hechizo de protección, mientras que unos simuladores destrozan el hechizo de Shining Armor, afirmando que ahora está bajo su dominio total y no podrá ejercer su deber como Capitán de la Guardia Real. Chrysalis revela que su ejército tomará primero Canterlot y después toda Equestria, Celestia escuchó todo y le advierte que ahora que tontamente Chrysalis reveló su identidad verdadera, ella (Celestia) puede proteger a sus súbditos, la desafía a un duelo de magia, aunque fue vencida fácilmente por Chrysalis gracias al amor de Shining Armor. Las amigas de Twilight van a donde Celestia, y ella les dice que vayan por los Elementos de la Armonía y los usen para detener a la Reina, en el camino los simuladores logran romper el hechizo de protección de Shining Armor, y toman las formas de las Mane Six para confundirlas con quién es la verdadera. Tras una batalla, llegan a los elementos de la Armonía pero la sala está llena de simuladores. Más tarde, la Princesa Celestia está atrapada en un tipo de capullo, y Cadance en un tipo de baba de insecto, afirmándole a Chrysalis que no ganará y que las Mane Six la derrotarán cuando regresen, pero en ese momento las amigas de Twilight llegan capturadas y sin los Elementos de la armonía, y los súbditos de Chrysalis van alimentarse. Las amigas de Twilight se disculpan con ella por no haberla escuchado, pero ella no las culpa diciéndoles que Chrysalis había engañado a todos los ponis, y ella, para celebrar su victoria, canta la canción Este día fue perfecto. Twilight, al ver que la Reina estaba distraída salva a escondidas a Cadance de la baba de insecto, y corre a abrazar a Shining Armor y rompe su trance con el hechizo de amor. Tras un intento en vano de parte Shining Armor de repeler a los Simuladores, él y Cadance unen sus cuernos mágicos para hacer un poderoso hechizo de amor capaz de derrotar a Chrysalis y sus súbditos, lo que los expulsa de Canterlot, salvándolo y a Equestria. 

### La Boda
Cadance y Shining Armor se abrazan después del hechizo. Twilight ve que la Princesa cayó y corre a ayudarla, pero esta le dice que no se preocupe por ella ya que tiene una verdadera boda que realizar. Cadance prueba los pasteles de Applejack sin botarlos a la basura, se prueba el vestido de novia de Rarity sin criticarlo ni exigirle nada o levantarle la voz, con Fluttershy escucha felizmente el coro de aves, y se divierte con Pinkie Pie en la Recepción, hasta que llega el momento de la boda. En esta, se ve a los padres de Shining Armor y Twilight, los cuales estaban visiblemente orgullosos de sus hijos, el coro de aves de Fluttershy comenzó a cantar para recibir a la novia, precedida por Apple Bloom, Scootaloo y Sweetie Belle quienes echaban flores a la Princesa.

Entiendo porque la Reina de los Simuladores se quería casar contigo pero como hiciste que alguien tan asombrosa como Cadance se casara contigo.
Twilight Sparkle

Le dije que no solo obtendría un esposo, sino también a una buena hermana como tú.
Shining Armor

Todos seguían viendo a Cadance, cosa que provoca que Rarity llore de alegría. La ceremonia se reanuda de nuevo y Celestia, luego de unas palabras en la que Cadance pide que la llame por su nombre y no como "Princesa Mi Amore Cadenza", le pide a Spike que le dé los anillos y los declara Marido y Yegua, y todos en el reino festejan el matrimonio de Shining Armor y Cadance. Después de eso la Princesa Celestia le da el reporte de lo que aprendió.

Esta es tu victoria de tanto como de ellos; persistente aún ante la duda y tus acciones permitieron traer a la verdadera Princesa Cadance con nosotros. Aprender a confiar en tus instintos es una valiosa lección.
Princesa Celestia

Entonces Shining Armor y Cadance se besan, y Rainbow Dash hace su Rain-Plosión Sónica alrededor de Canterlot y grita: ¡La mejor.... boda.... EN LA HISTORIA!

### Etapa Final
Ya en la noche, se celebra una gran fiesta, en la que Twilight canta "Love is in Bloom" (Nació el Amor en España e Hispanoamérica) con música de Pinkie Pie y Vinyl Scratch, y al final Spike bromea sobre la despedida de soltero, apareciendo fuegos artificiales en el cielo.
- Datos: Q4655711